# Trujillanos Fútbol Club
El Trujillanos Fútbol Club es un club de fútbol profesional venezolano con sede en Valera, estado Trujillo. Actualmente juega en la Segunda División de Venezuela y disputa sus partidos como local en el Estadio José Alberto Pérez. 
Fue fundado por Ramón Salazar y Manuel Matheus el 25 de agosto de 1981. Entre su palmarés, se encuentra un título de Segunda División, dos de Copa Venezuela y un Torneo Apertura de Primera División.

## Historia
Trujillanos Fútbol Club fue fundado el 25 de agosto de 1981, y ocho años después hizo su debut profesional, para estrenarse en la temporada 1989-1990 dirigido por el entrenador colombiano Rubén Molina Murillo.
El 28 de octubre de 1992 obtuvo su título más importante al coronarse campeón de la Copa Venezuela después de vencer al Caracas Fútbol Club con un global de 3-2, dirigido por el director técnico Rafa Santana. En el partido de vuelta de la final el estadio Luis Loreto Lira contó con 8000 mil personas presenciando el encuentro. También, a mano de Rafa Santana, obtiene el subcampeonato en la temporada 1993-1994, clasificándose a la Copa Libertadores 1995. Quedó encajado en el grupo 2 junto Olimpia, Cerro Porteño y Caracas Fútbol Club. Se produciría su debut en competición internacional el 15 de febrero ante el Caracas en Valera con resultado desfavorable de 1-3. El único punto logrado en el certamen fue al empatar en casa 2-2 contra el Olimpia. El jugador del trujillanos más destacado de este certamen fue Robson Chagas, brasileño que anotó 5 goles.
En la temporada 1997/1998 cuaja una buena actuación al quedar segundo en la tabla acumulada. Sin embargo, los propietarios de aquella época deciden la mudanza de la franquicia a Barquisimeto, dando paso al Club Deportivo Trujillanos, equipo que participa en la temporada 1998/1999 en la segunda división y logra el inmediato regreso a la primera división.
En la temporada 2000/2001 obtiene un nuevo subcampeonato y clasifica a la liguilla Pre-Libertadores, gracias al gol de su figura, el argentino Heber Prida, quien es llevado en andas luego del encuentro. Esta liguilla la juega junto al Caracas F.C. y los equipos mexicanos América y Monarcas Morelia. Obtiene su primera victoria en campeonato internacional ante el Caracas el 26 de septiembre de 2001 al vencerlos en Valera 1 a 0. También lograría una victoria ante el América en casa por 2-1. Sin embargo, en el siguiente enfrentamiento entre estos dos equipos, el América, logra vencer al Trujillanos 7 a 1 en el Estadio Azteca. En esta liguilla acaba en la última posición con seis puntos y con una diferencia de goles de -11. Su compatriota el Caracas F.C. también cayó.
Durante la temporada 2002/2003 la junta directiva de entonces logra restituir el nombre a Trujillanos Fútbol Club. En la temporada 2004/2005 clasifican a la Copa Sudamericana 2005, en la cual eliminan a Mineros de Guayana, para jugar en la segunda ronda con el club colombiano Atlético Nacional de Medellín. Con quienes cayeron derrotados 7-1 en el resultado global.
Trujillanos Fútbol Club atraviesa una crisis deportiva durante las siguientes temporadas y en la 2007/2008 desciende a la segunda división.
En su siguiente temporada en Primera División hubo un auge en la ciudad de Valera, ya que en casi todos los partidos el Estadio José Alberto Pérez estaba en su máxima cantidad de espectadores, logrando así, el mayor promedio de asistencia en esta campaña. Culminan en el quinto lugar del Torneo Apertura 2009. El Torneo Clausura lo terminó en el 6° puesto, y en el quinto en la tabla de toda la temporada, además, por quedar subcampeones de la Copa Venezuela 2009 clasificaron a la Copa Sudamericana 2010, ya que el campeón, el Caracas FC tenía su cupo asegurado. Para la siguiente temporada el equipo mantiene una buena parte de la base en los jugadores, y sumando la continuidad de su cuerpo técnico logra por segundo año seguido llegar a la final de la Copa Venezuela, esta vez si logra ganarla ante el Zamora Fútbol Club jugando el partido de ida en Valera con un resultado a 0 goles y luego en Barinas empatan 1-1 gracias al gol del juvenil nacido en el estado Zulia pero formado en las canteras del Trujillanos FC Julio Ferreira el aurimarrón se lleva la Copa Venezuela 2010.
Para la Copa Sudamericana 2011 el Trujillanos, queda encajado en la segunda fase contra LDU Quito (quienes eliminaron previamente al Yaracuyanos Fútbol Club). En el partido de ida disputado en Quito, Juan Falcón marca el primer gol para Trujillanos, pero después terminarían siendo remontados hasta quedar 4-1. En el de vuelta disputado en Valera vuelven a salir derrotados 0-1. 
Clasifican por tercera vez consecutiva a la final de la Copa Venezuela, quedando esta vez subcampeones al salir derrotados 3-1 en el resultado global ante el Mineros de Guayana. En la temporada 2011-2012 logran la décima posición, clasificándose a la Serie pre-Sudamericana donde quedan eliminados en la primera ronda por el Zamora.
En enero de 2013 se inicia una nueva etapa en la dirección estratégica del club, al anunciar el gobernador del estado Trujillo Henry Rangel Silva que Reinaldo Berardinelli asume la presidencia de la Asociación Civil Trujillanos F.C., acompañado de una nueva junta directiva.
El 29 de mayo de 2013 Trujillanos FC asegura su pase a la Copa Sudamericana 2013 tras superar al Atlético El Vigía en la primera fase de la Serie Pre-Sudamericana y luego al Deportivo Táchira.
En el 2014, la nueva junta directiva contrata al entrenador argentino Horacio Matuszyczk y Trujillanos FC se titula Campeón del Torneo Apertura al ganarle al Petare FC 2-0 con goles de Johan Osorio y James Cabezas, este partido fue confiscado por disturbios en los alrededores del estadio Olímpico de la UCV por fanáticos ajenos a los dos equipos que disputaban el partido.
En mayo de 2015 se juegan los dos partidos por la estrella y campeonato absoluto del torneo venezolano. En el primero hay un empate a cero en el estadio José Alberto Pérez de Valera el día 10 de mayo entre el Deportivo Táchira campeón del torneo clausura y el Trujillanos, campeón del torneo apertura. El partido de vuelta de la copa Movistar se juega en San Cristóbal el 17 de mayo de 2015 quedando 1 a 0 a favor del Deportivo Táchira mediante un penalti cobrado a Cesar ´Maestrico´ González ejecutado por Jorge ´Zurdo´ Rojas, en un encuentro que dominaba Trujillanos, el cual estuvo a punto de empatar al final mediante dos disparos que pegaron en los travesaños de la portería del Deportivo Táchira. 37.765 aficionados pagaron para observar el partido en el estadio Pueblo Nuevo de San Cristóbal.
En el sorteo de la Copa Libertadores 2016 el Trujillanos FC queda ubicado en el Grupo 1 junto al River Plate de Argentina, The Strongest de Bolivia y el Sao Paulo de Brasil.  Jugando como local obtiene un meritorio empate 1-1 ante el Sao Paulo y una victoria frente a The Strongest 2-1, sin embargo el equipo no logra superar la fase de grupos al perder el resto de los partidos.
Denominaciones
| Año  | Nombre                  |
| ---- | ----------------------- |
| 1981 | Trujillanos Fútbol Club |
| 1999 | Deportivo Trujillanos   |
| 2003 | Trujillanos Fútbol Club |

## Datos del club

### Fundación del equipo
25 de agosto de 1981

### Primer partido oficial
Fue el Deportivo Táchira el equipo que le dio la bienvenida al Trujillanos FC en la primera división cuando en el marco de la Copa Venezuela 1989 se midieron un 17 de septiembre en San Cristóbal, terminando con un empate 1-1. Y también ante los aurinegros se obtuvo la primera victoria en la máxima categoría. El 24 de septiembre de 1989, en la misma edición de la Copa Venezuela, el amarillo y marrón venció 2-0 en Valera al equipo tachirense. Entre los dos actos de este duelo del 2012 se cumplirán 23 años de aquel primer triunfo.

### Participaciones Internacionales:
- Copa Libertadores de América (3): 1995, 2002, 2016.
- Copa Sudamericana (5): 2005, 2010, 2011, 2013, 2014.

## Uniforme
Sus colores (amarillo y marrón) nada tienen que ver con los colores de su bandera, ni su escudo, el origen de esta combinación de colores es una referencia. 
El amarillo: Representa las riquezas de su pueblo, el sol radiante que cada mañana emerge de sus 7 colinas que da la oportunidad de luchar por una vida mejor y de ser mejores personas.
El marrón: Representa los suelos fértiles y productores de su estado, grandes extensiones de suelo rico y dador de vida.
- Uniforme titular: Camiseta a franjas verticales amarillas y marrones, pantalón y medias amarillas.
- Uniforme alternativo: Camiseta, pantalón y medias.
- Se caracteriza por ser el primer Aurimarrón de Venezuela.

### Evolución del uniforme
| 2009 | 2014 Local | 2014 Visitante | 2015 Local | 2017 Local | 2017 Visitante |

### Uniforme actual
| 2018-presente Titular | 2018-presente Alternativo |  |

### Indumentaria y patrocinador
| Periodo       | Proveedor        |
| ------------- | ---------------- |
| 1981-2009     | Sin indumentaria |
| 2010-2015     | Kiukak Sports    |
| 2015-2016     | Mundo Creativo   |
| 2017          | Kiukak Sports    |
| 2018          | Mundo Creativo   |
| 2019          | Kiukak Sports    |
| 2023-presente | Boman Sport      |

| Periodo   | Patrocinador                |
| --------- | --------------------------- |
| 1981-2009 | Sin patrocinador            |
| 2010-2015 | Kiukak Sports               |
| 2015-2016 | Mundo Creativo              |
| 2017      | Kiukak Sports               |
| 2018      | Mundo Creativo              |
| 2019      | Chepelca - Banco del Tesoro |

## Instalaciones

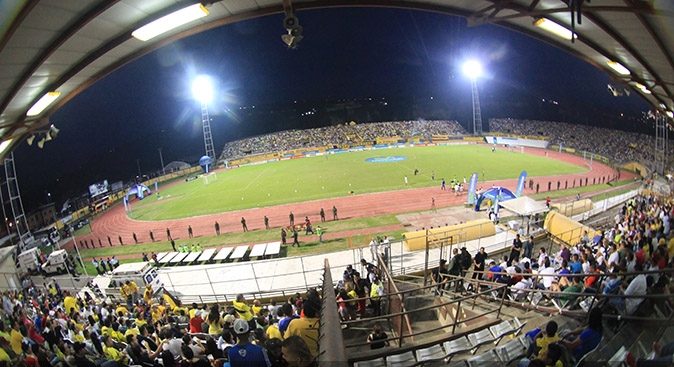
Panorámica del estadio.

El Estadio José Alberto Pérez es una infraestructura deportiva donde se practica el fútbol y el atletismo, ubicada en la ciudad de Valera, en el estado Trujillo, en la parte occidental de Venezuela, más específicamente en Los Andes de este país, con una capacidad aproximada 25.000 espectadores, que es la sede principal del equipo de la Primera División de Venezuela y que tras celebrarse en los estados andinos los Juegos Nacionales Deportivos Los Andes 2005, sufrió un proceso de remodelación con una inversión millonaria por parte del Instituto Nacional de Deportes de Venezuela y el gobierno regional de ese estado, que permitió recuperar las graderías, el gramado y las zona destinada a los servicios.
En 2015 se le realizaron trabajos de remodelación, con motivo de la celebración de la Copa Libertadores en dicho estadio, donde se construyeron nuevos camerinos y bancas para los jugadores suplentes y cuerpo técnico, refacciones a las graderías y a la Plaza de los Guerreros (donde se congregan sus aficionados para celebrar y para comprar las entradas). Por esto, el club, debió jugar en el estadio Rafael Calles Pinto de Guanare, casa de Llaneros E.F, su mayoría de partidos del Torneo Adecuación 2015

### Sede Deportiva
Cancha Edgar Salas además servirá como bandera para el desarrollo del fútbol en el estado. El encargado de la obra manifestó que la primera fase recientemente y será la sede oficial de Trujillanos FC de esta obra contará con compactación del terreno de juego, sistema de riego, césped, camerinos para dos equipos, árbitros y cuerpo técnico. Se estipula que dicha etapa tenga una duración de cuatro meses.

## Jugadores

### Plantilla
(*) Jugadores Juveniles Sub-18, según reglamento del Torneo debe haber al menos 1 jugador Sub-18 en cancha

## Distinciones individuales

### Máximo Goleadores Históricos
| #   | Nombre        | Goles |
| --- | ------------- | ----- |
| 1.º | Rodrigo Soto  | 82    |
| 2.º | Roberto Armua | 46    |
| 3.º | Leo González  | 43    |

#### Goleadores en campeonatos nacionales
| Año                                   | Jugador           | Goles |
| ------------------------------------- | ----------------- | ----- |
| Primera División de Venezuela 1993-94 | Rodrigo Soto      | 20    |
| Primera División de Venezuela 2006-07 | Robinson Rentería | 19    |
| Copa Venezuela 2014                   | Fredys Arrieta    | 8     |
| Copa Venezuela 2015                   | Gustavo Britos    | 5     |

### Jugadores destacados que pasaron por la institución
```
 
Rodrigo Soto

 
Osnel García

 
Leo González

 
Adrián Ramos

 
Jonathan Copete

 
Rolando Alvarez

 
Maiker Gonzáles

 
Leonardo Lupi

 
Jesús Valiente

 
Arquímedes Figuera

 
Roberto Armua

 
Roberto Oscar Zárate

 
Flavio de Oliveira

 
David McIntosh

 
Robinson Rentería

 
Adrián Guevara

 
Héctor Bidoglio

 
Rodrigo Cosme

 
Fredys Arrieta

 
Gustavo Britos

 
José Torrealba

 
Wilker Ángel

 
José Rivas Gamboa
```

## Palmarés

### Era Profesional
Torneos nacionales (5)
| Competición nacional                | Títulos      | Subcampeonatos             |
| ----------------------------------- | ------------ | -------------------------- |
| Primera División de Venezuela (0/3) |              | 1993/94, 2000/01, 2014/15. |
| Segunda División (1)                | 1988/89.     |                            |
| Torneo Apertura (1)                 | 2014.        |                            |
| Copa Venezuela (2/4)                | 1992, 2010 . | 1994, 2009, 2011, 2014.    |

### Torneos amistosos
- Copa 208 Aniversario de Motatán: 2009[6][7]
- Copa Bicentenaria 2017